# Siniša Mihajlović
Siniša Mihajlović (Servisch: Синиша Михајловић) (Vukovar, 20 februari 1969 – Rome, 16 december 2022) was een Servisch voetbaltrainer en profvoetballer. Hij was als international verdediger in de nationale elftallen van Joegoslavië en Servië en Montenegro.

## Clubcarrière
Mihajlović groeide op in de omgeving van Borovo en specialiseerde zich in het nemen van vrije trappen. Dit bezorgde hem de bijnaam Bombardier van Borovo, naast zijn koosnaam Miha (uit te spreken als Miega). Mihajlović' profcarrière begon bij FK Vojvodina Novi Sad en Rode Ster Belgrado in het voormalige Joegoslavië. Daarna speelde hij voor AS Roma, UC Sampdoria en SS Lazio. In 2006 sloot hij in Italië zijn actieve carrière af bij Internazionale.
In 1991 won hij met Rode Ster Belgrado de Europacup I en de wereldbeker voor clubteams. Hij werd driemaal landskampioen van Joegoslavië: in 1989 met FK Vojvodina Novi Sad en in 1991 en 1992 met Rode Ster Belgrado. Ook met SS Lazio en Internazionale was er veel succes. Met SS Lazio won hij eenmaal de Serie A, tweemaal de Supercoppa Italiana, tweemaal de Coppa Italia, eenmaal de Europacup II en eenmaal de UEFA Super Cup. Tevens werd hij in 1999 verkozen tot Servisch voetballer van het jaar. Met Internazionale won Mihajlović eenmaal de Serie A, tweemaal de Coppa Italia en eenmaal de Supercoppa Italiana.

## Interlandcarrière
Mihajlović kwam in de periode 1991–2003 in totaal drieënzestig keer (negen doelpunten) uit voor de nationale ploeg van Joegoslavië. Hij maakte op 16 mei 1991 zijn debuut in een EK-kwalificatiewedstrijd tegen de Faeröer (7-0), de laatste wedstrijd waarin Kroatische spelers de kleuren van Joegoslavië verdedigden.
| Interlanddoelpunten | Interlanddoelpunten | Interlanddoelpunten | Interlanddoelpunten       | Interlanddoelpunten | Interlanddoelpunten | Interlanddoelpunten | Interlanddoelpunten |
| #                   | Datum               | Locatie             | Wedstrijd                 | Doelpunten          | Tussenstand         | Uitslag             | Wedstrijd           |
| ------------------- | ------------------- | ------------------- | ------------------------- | ------------------- | ------------------- | ------------------- | ------------------- |
| 1                   | 12 november 1995    | San Salvador        | El Salvador – Joegoslavië | 12'                 | 0 – 1               | 1 – 4               | Oefeninterland      |
| 2                   | 15 november 1995    | Monterrey           | Mexico – Joegoslavië      | 32'                 | 1 – 3               | 1 – 4               | Oefeninterland      |
| 3                   | 10 september 1997   | Bratislava          | Slowakije – Joegoslavië   | 79'                 | 1 – 1               | 1 – 1               | WK-kwalificatie     |
| 4                   | 11 oktober 1997     | Ta' Qali            | Malta – Joegoslavië       | 24'                 | 0 – 2               | 0 – 5               | WK-kwalificatie     |
| 5                   | 3 juni 1998         | Lausanne            | Japan – Joegoslavië       | 71'                 | 0 – 1               | 0 – 1               | Oefeninterland      |
| 6                   | 14 juni 1998        | Saint-Étienne       | Joegoslavië – Iran        | 72'                 | 1 – 0               | 1 – 0               | WK-eindronde        |
| 7                   | 15 november 2000    | Boekarest           | Roemenië – Joegoslavië    | 87'                 | 1 – 1               | 2 – 1               | Oefeninterland      |
| 8                   | 24 maart 2001       | Belgrado            | Joegoslavië – Zwitserland | 68'                 | 1 – 0               | 1 – 1               | WK-kwalificatie     |
| 9                   | 15 augustus 2001    | Belgrado            | Joegoslavië – Faeröer     | 23'                 | 1 – 0               | 2 – 0               | WK-kwalificatie     |

## Trainerscarrière
In 2006 werd hij in assistent-trainer bij Internazionale en in 2008 werd hij hoofdtrainer van Bologna FC 1909. Hier werd hij in april 2009 ontslagen en opgevolgd door Giuseppe Papadopulo. In december van dat jaar werd hij hoofdtrainer van Catania Calcio. Toen Cesare Prandelli in juni 2010 ACF Fiorentina verliet om Italiaans bondscoach te worden, volgde Mihajlović hem op in Florence. Hij tekende in juni 2010 een contract bij ACF Fiorentina en eindigde als negende in zijn eerste seizoen. Mihajlovic werd op 7 november 2011 ontslagen en opgevolgd door Delio Rossi.

### Servië
Op 21 mei 2012 werd Mihajlović door de Servische voetbalbond gepresenteerd als de nieuwe bondscoach. Hij tekende een contract voor twee seizoenen, met als opdracht plaatsing voor het WK 2014 in Brazilië. Mihajlovic was de opvolger van Vladimir Petrović, die opstapte nadat zijn land zich niet wist te plaatsen voor Euro 2012. Servië plaatste zich onder zijn leiding uiteindelijk niet voor het WK.

### UC Sampdoria
Mihajlović ging daarna weer in Italië aan de slag, ditmaal bij UC Sampdoria, waar hij de ontslagen Delio Rossi opvolgde. Op 1 juni 2015 maakte hij in een open brief aan de fans van de club bekend te zullen stoppen bij Sampdoria. In zijn eerste seizoen leidde hij de ploeg uit de degradatiezone. In het seizoen van 2014/15 eindigde hij met zijn ploeg als zevende in de Serie A.

### AC Milan
Mihajlović tekende in juni 2015 een contract tot medio 2017 bij AC Milan, de nummer tien van het voorgaande seizoen. Hij kende in het seizoen 2015/16 een bedroevende start bij de club uit Milaan. Na een 4-0 thuisnederlaag op zondag 4 oktober tegen SSC Napoli stond zijn ploeg op de elfde plaats. AC Milan stuurde Mihajlović op 12 april 2016 de laan uit. Milan stond op dat moment zesde, zevenentwintig punten achter koploper Juventus.

### Torino FC
Mihajlović werd in mei 2016 aangesteld als trainer van Torino FC, de nummer twaalf in de Serie A in het voorgaande seizoen. In zijn eerste seizoen eindigde de Serviër als negende met de club. Op 4 januari 2018, een dag nadat hij in de beker met 2-0 verloor van stadgenoot Juventus, kreeg Mihajlović zijn ontslag van het bestuur van Torino. Enkele uren later presenteerde de club Walter Mazzarri als zijn opvolger.

### Sporting CP
Op 18 juni 2018 tekende Mihajlović een driejarig contract bij Sporting CP, maar werd al na negen dagen ontslagen wegens een reorganisatie binnen de club.

### Bologna FC 1909
Op 28 januari 2019 tekende Mihajlović een vierjarig contract bij zijn oude club Bologna FC 1909. In juli 2019 werd hij gediagnosticeerd met leukemie, maar hij bleef wel aan als coach. Hier werd hij op 6 september 2022 ontslagen.

## Erelijst
FK Vojvodina Novi Sad
- Prva Liga: 1988/89

 Rode Ster Belgrado
- Prva Liga: 1990/91, 1991/92
- Europacup I: 1990/91
- Wereldbeker voor clubteams: 1991

 SS Lazio
- Serie A: 1999/00
- Coppa Italia: 1999/00, 2003/04
- Supercoppa Italiana: 1998, 2000
- Europacup II: 1998/99
- UEFA Super Cup: 1999

 Internazionale
- Serie A: 2005/06
- Coppa Italia: 2004/05, 2005/06
- Supercoppa Italiana: 2005

Individueel als speler
- ESM Team van het Jaar: 1998/99, 1999/00
- Joegoslavisch Voetballer van het Jaar: 1999

Individueel als trainer
- Servisch Trainer van het Jaar: 2019

## Privéleven
Mihajlović was getrouwd en kreeg vijf kinderen. Op 13 juli 2019 kondigde Mihajlović aan dat hij leed aan leukemie, waar hij na een beenmergtransplantatie en chemokuurbehandeling van herstelde. In augustus 2020 werd bekend dat Mihajlović positief had getest op COVID-19.

## Overlijden
Op 16 december 2022 is Mihajlović op 53-jarige leeftijd overleden aan de gevolgen van leukemie. De ziekte kwam in maart van dat jaar weer terug.